# گل‌حسرت یاسمنی کم‌رنگ
گل‌حسرت یاسمنی کم‌رنگ (نام علمی: Colchicum kotschyi) نام یکی از گونه‌های سردهٔ سورنجان (گل حسرت) است. این گیاه در حدود ۱۰ سانتیمتر ارتفاع دارد. گل‌های آن باریک‌تر از گل حسرت زیبا است و برگ‌های آن نیز هم باریک‌تر بوده چندان براق نیستند. جزو رستنی‌های دامنهٔ کوه‌ها و چمنزارهای البرز و زاگرس است. گل آن در ماه مهر و آبان می‌روید اما برگ‌های این گیاه در بهار ظاهر می‌گردد. گونهٔ نزدیک به آن گل حسرت زاگرسی (Colchicum haussknechtii) است که در دامنه‌های خشک و سنگلاخی و هم چنین در اراضی مسطح زاگرس هم مشاهده شده‌است. این گونه دارای گل‌هایی با رنگ تیره‌تر بوده و اغلب به صورت چندین گل مجتمع که از یک غده می‌باشند، دیده می‌شود. بهترین طریقه برای تشخیص دو گونهٔ اخیر طول بساک‌های پرچم است که در گل‌حسرت یاسمنی کم‌رنگ تقریباً هم طول با میله‌های پرچم و در گل حسرت زاگرسی به اندازهٔ نصف طول آنهاست.